# Autosan

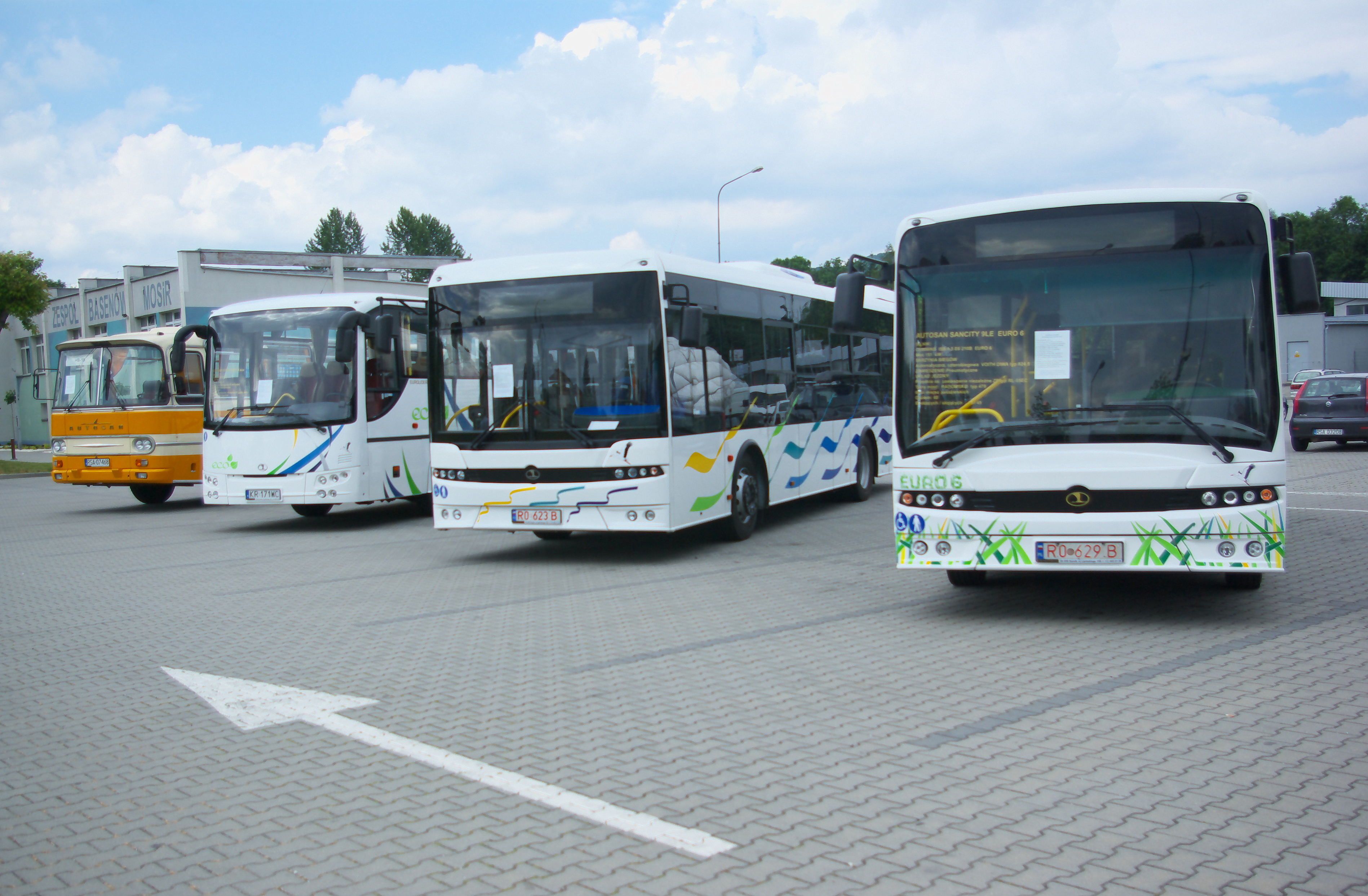
Verschiedene alte und aktuelle Omnibusse von Autosan

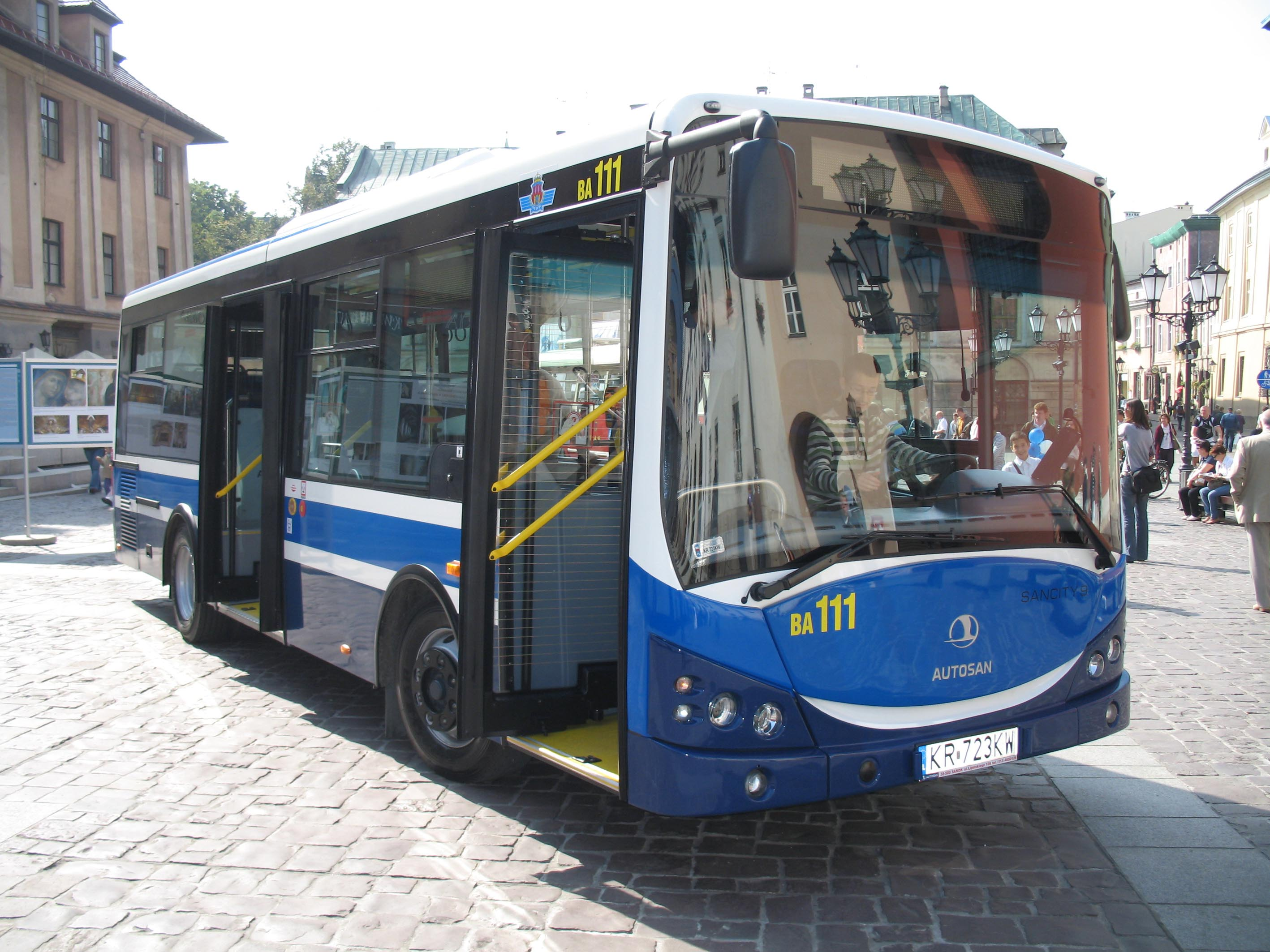
Autosan M09LE Sancity

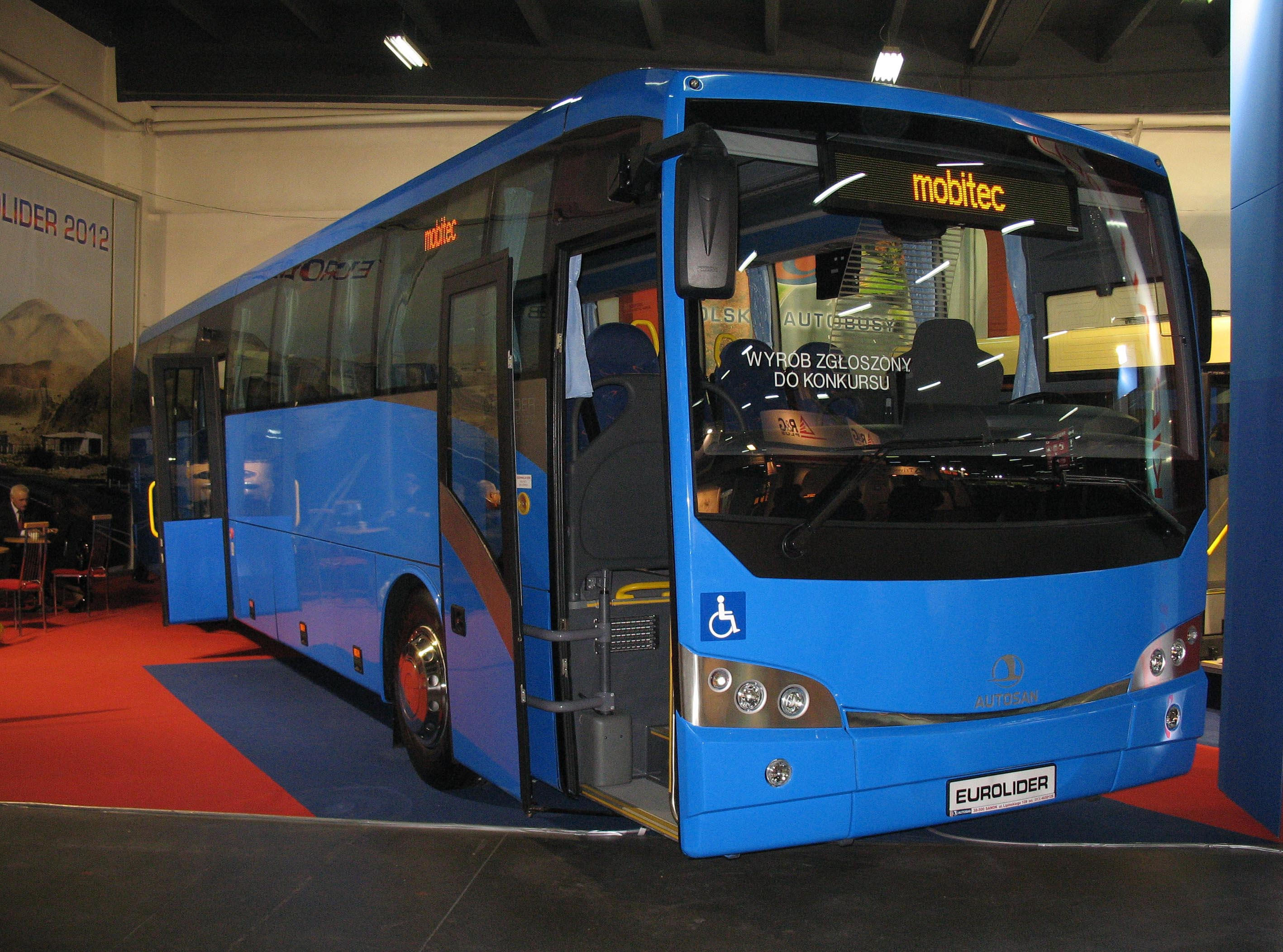
Autosan A1213C Eurolider

Autosan ist ein polnischer Hersteller von Omnibussen und Straßenbahnen mit Wurzeln bis ins Jahr 1832. Das Werk befindet sich in Sanok im Südosten Polens.

## Geschichte
Das Unternehmen wurde 1832 ursprünglich als Hersteller von Heizkesseln von Walenty Lipiński und Mateusz Beksiński gegründet. Später wurde begonnen, auch Ausrüstungen für Brauereien und Destillen sowie Eisenbahnwaggons zu fertigen. 1926 wurden die ersten Omnibusse gebaut. Die Karosserie wurde auf Fahrgestellen von Lancia montiert.
Während des Zweiten Weltkrieges wurde die Produktion eingestellt und erst 1950 wieder aufgenommen. Mit der Neugründung sollte eine ausreichende Versorgung mit Omnibussen in Polen sichergestellt werden; im Zuge des Kalten Krieges musste das Land seinen Bedarf an Industriegütern vermehrt selbst decken. Zusammen mit dem Nutzfahrzeughersteller Jelcz, der neben Lastkraftwagen bis 2012 auch Omnibusse produzierte, prägten die Fahrzeuge von Autosan den Buslinienverkehr der Volksrepublik Polen. Darüber hinaus stellte der Nutzfahrzeughersteller Zasław eine Zeit lang Anhänger im Namen von Autosan her.
Nach dem Fall des Eisernen Vorhanges hatte Autosan mit seiner veralteten Produktpalette zu kämpfen, die jedoch nach 1989 stetig modernisiert und auf den Stand der Technik gebracht wurde. Nach der erneuten Privatisierung war das Unternehmen zwischenzeitlich Bestandteil der Firmengruppe von Sobiesław Zasada und stellte auch Auflieger her.
Nach einer Insolvenz im Dezember 2013 erwarb der Investor Grzegorz Tarnawa 93 Prozent des Unternehmens für einen symbolischen Wert von einem Złoty. Ab Mai 2014 stand das Unternehmen jedoch erneut zum Verkauf. Im April 2016 wurde das Unternehmen mittelbar an den polnischen Rüstungskonzern PGZ verkauft. Seit Dezember 2022 ist Autosan eine Niederlassung von Huta Stalowa Wola.
Heute bietet das Unternehmen die gesamte Omnibuspalette vom Stadtverkehrs- bis zum Reisebus an und gehört zu den größten Omnibusherstellern Polens.

## Produkte
Aktuell werden folgende Busse angeboten:
- Intercitybusse
  - Autosan Lider 10
  - Autosan Eurolider 9
- Stadtbusse
  - Autosan Sancity 9LE
  - Autosan Sancity 10LF
  - Autosan Sancity 12LF
- Fahrschulbusse
  - Autosan Lider 10L

Es werden auch Wagenkästen für Schienenfahrzeuge und für Militärfahrzeuge hergestellt.

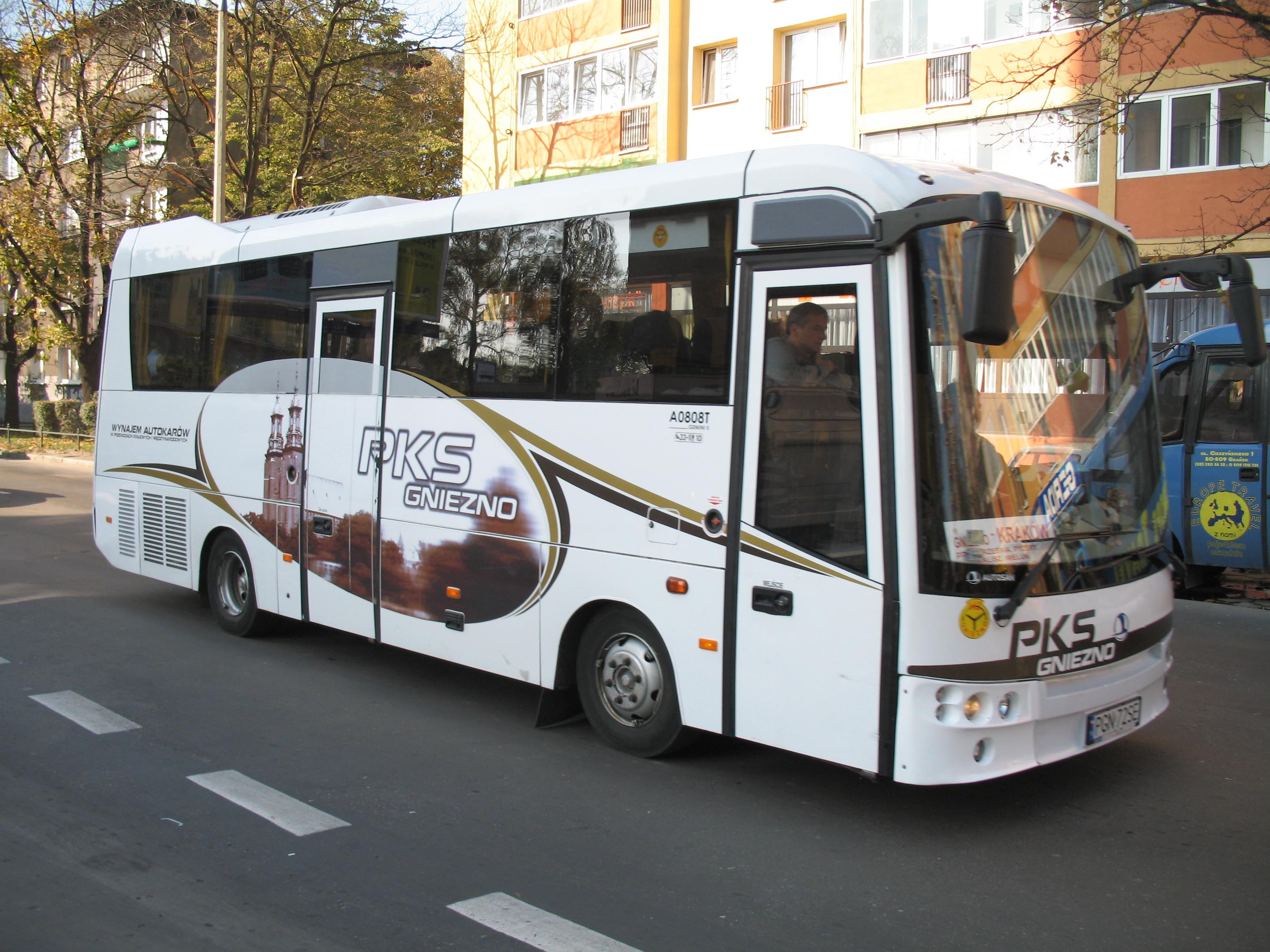
Autosan A0808T Gemini
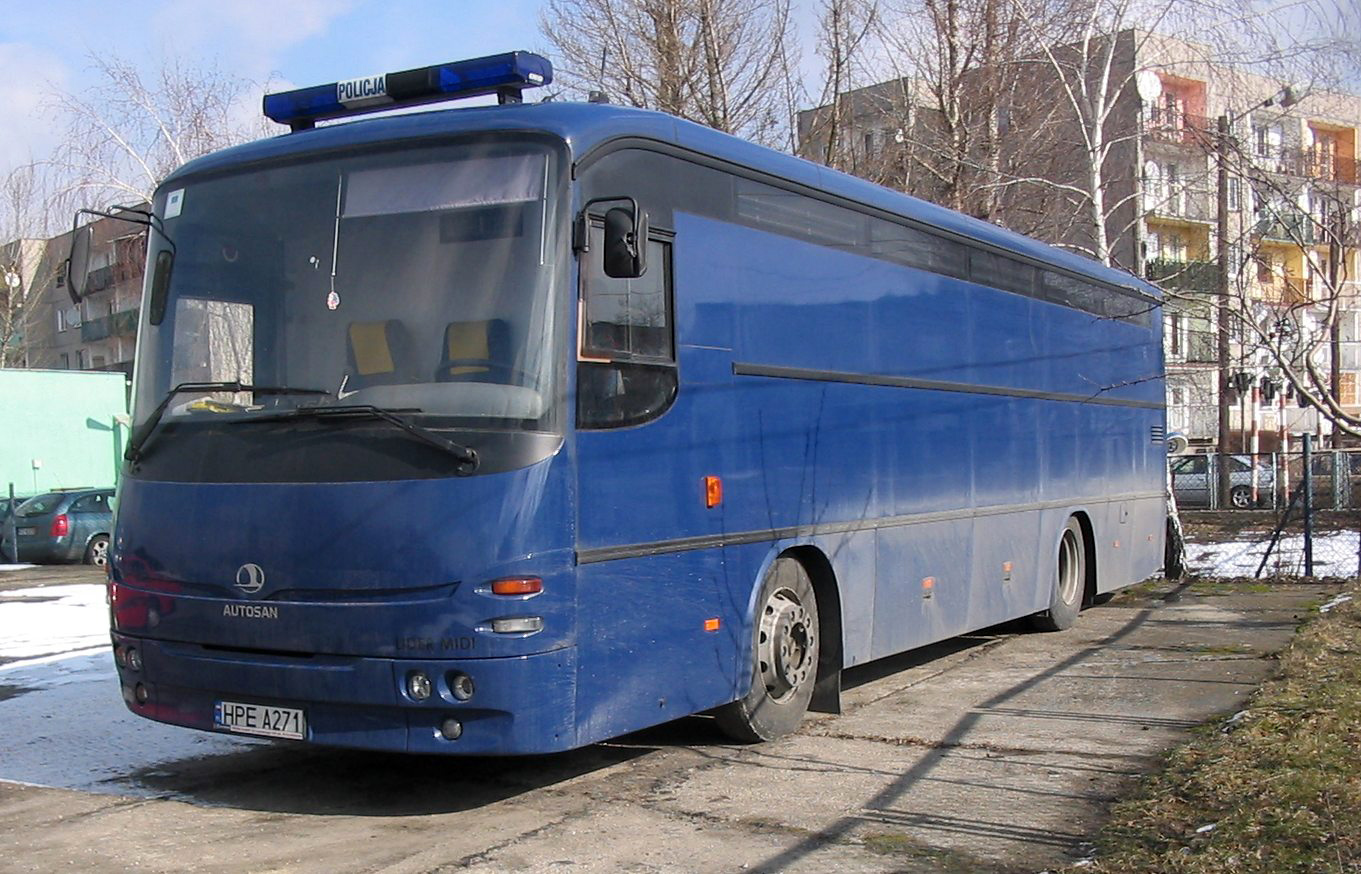
Autosan polizei A1010T „Lider“
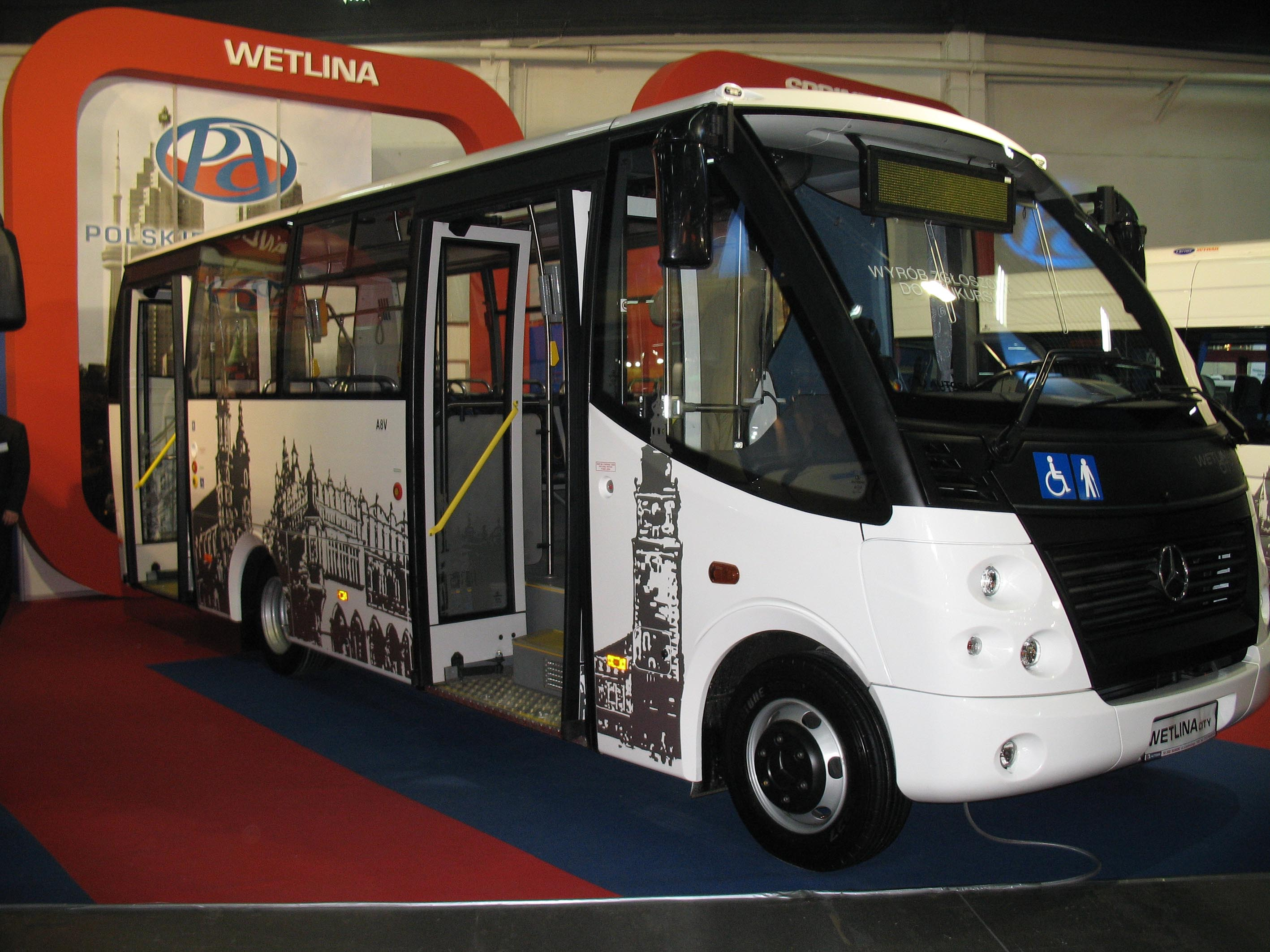
Autosan A8V „Wetlina City“
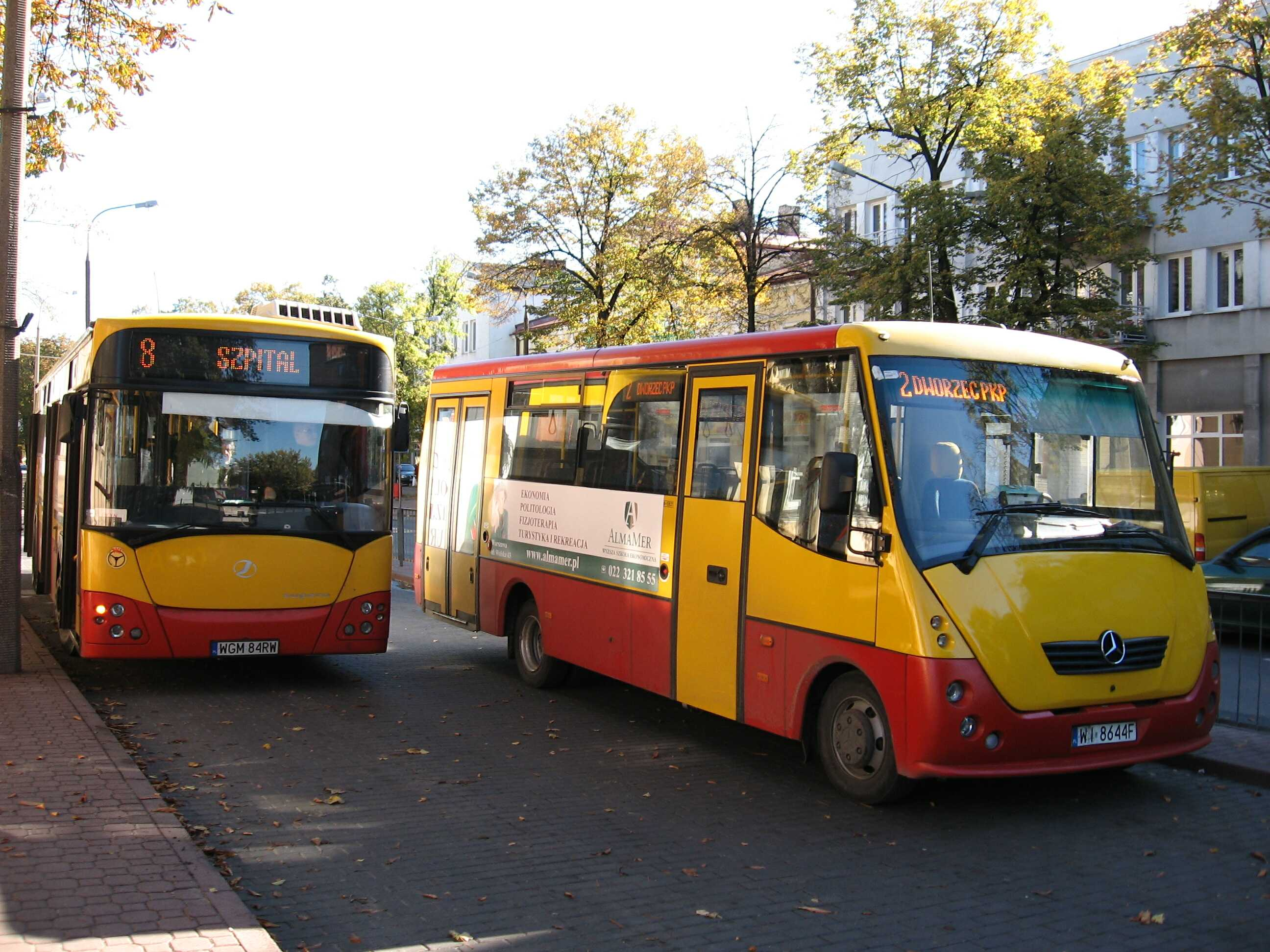
Autosan H7-10MB Solina (rechts)
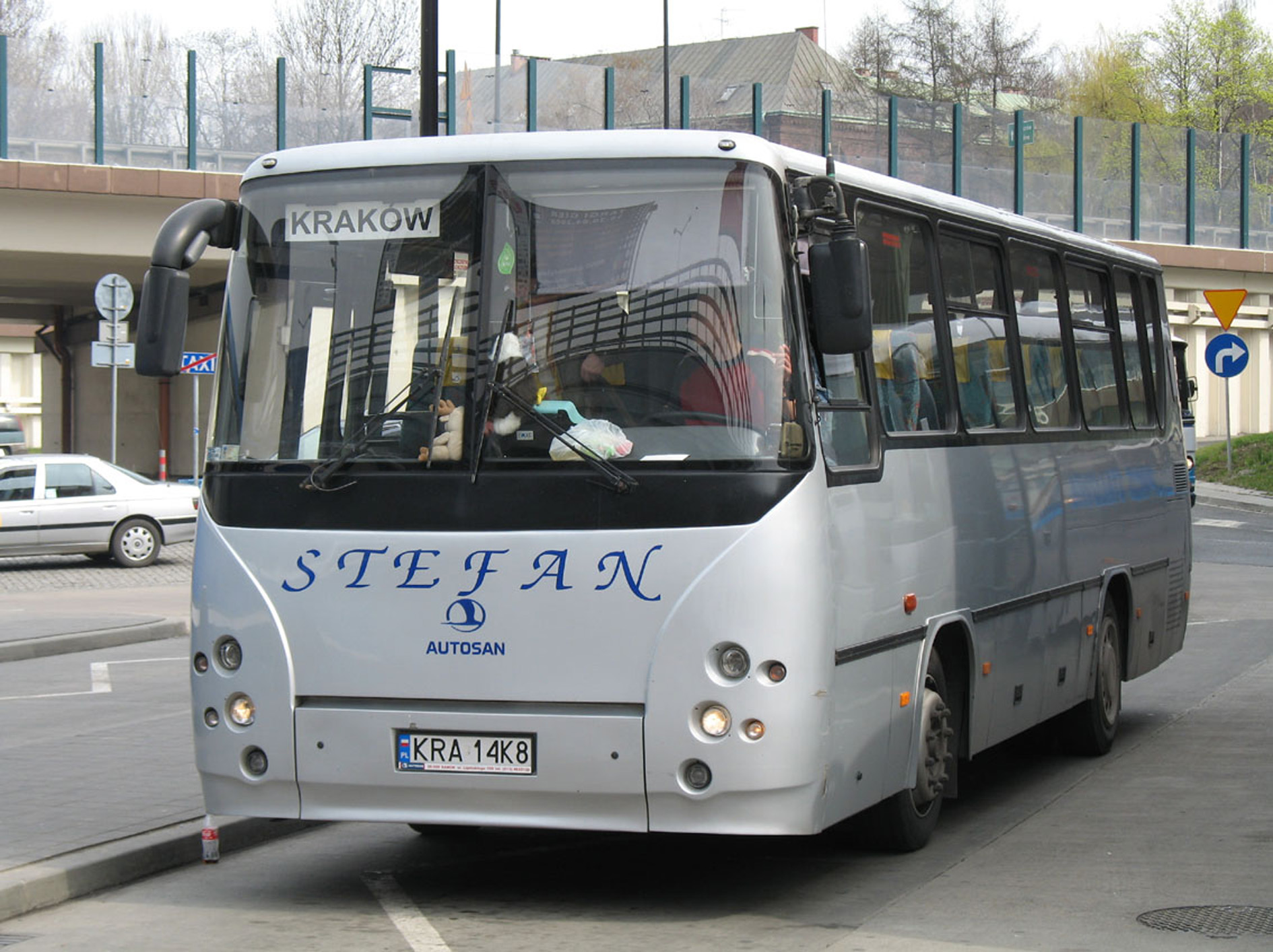
Autosan A0909L Tramp
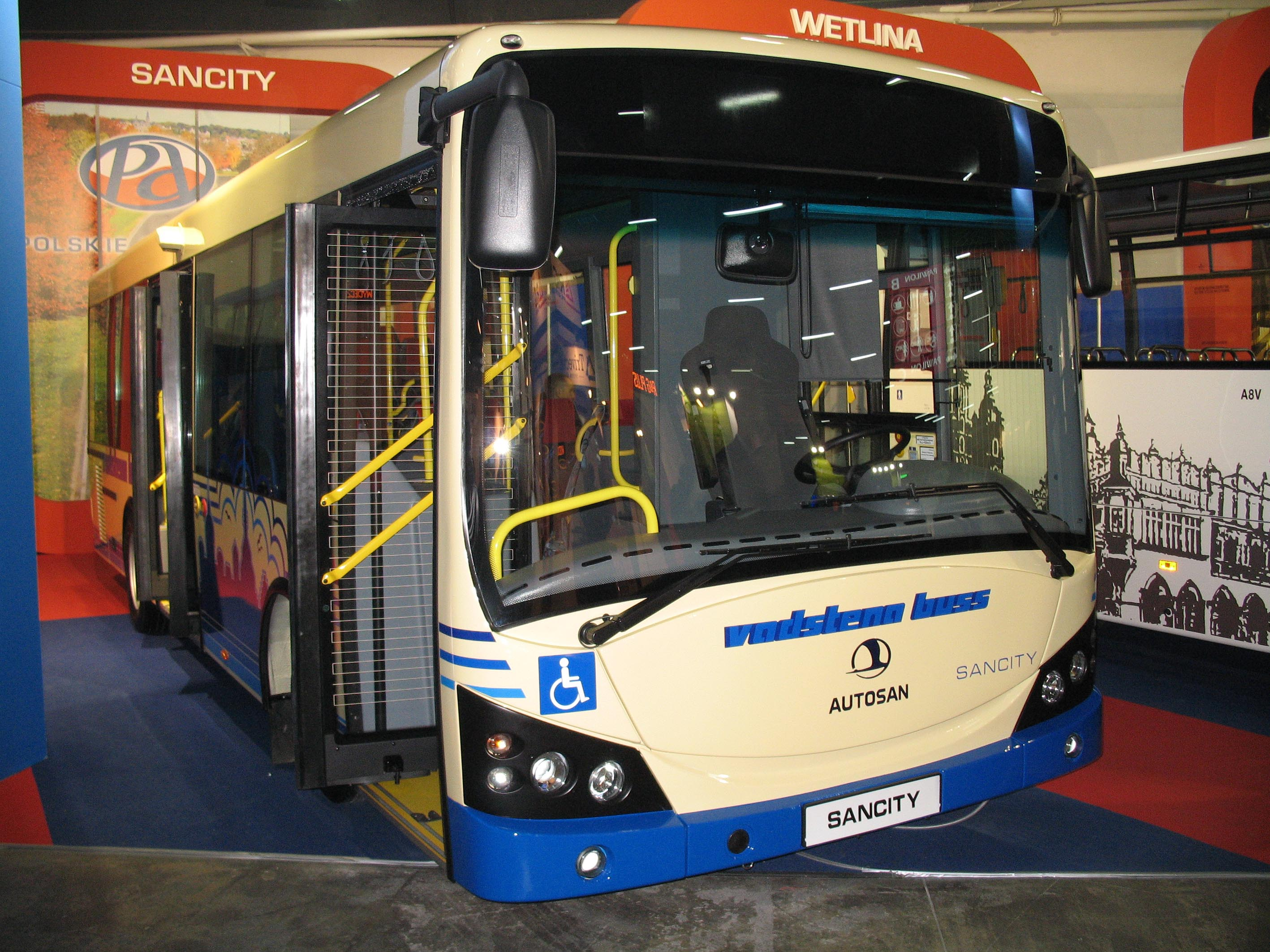
Autosan A0808MN Sancity
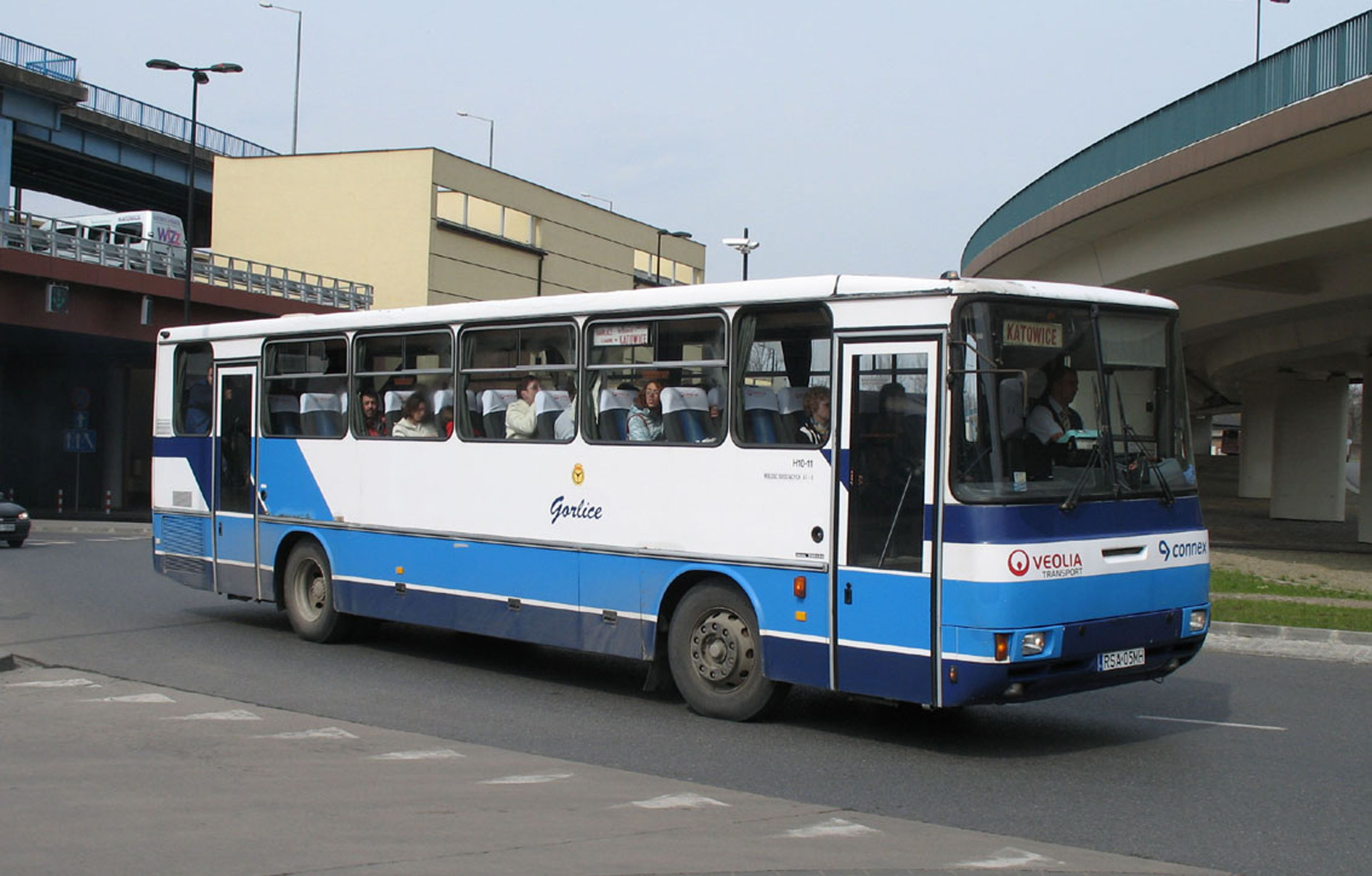
Autosan H10-11
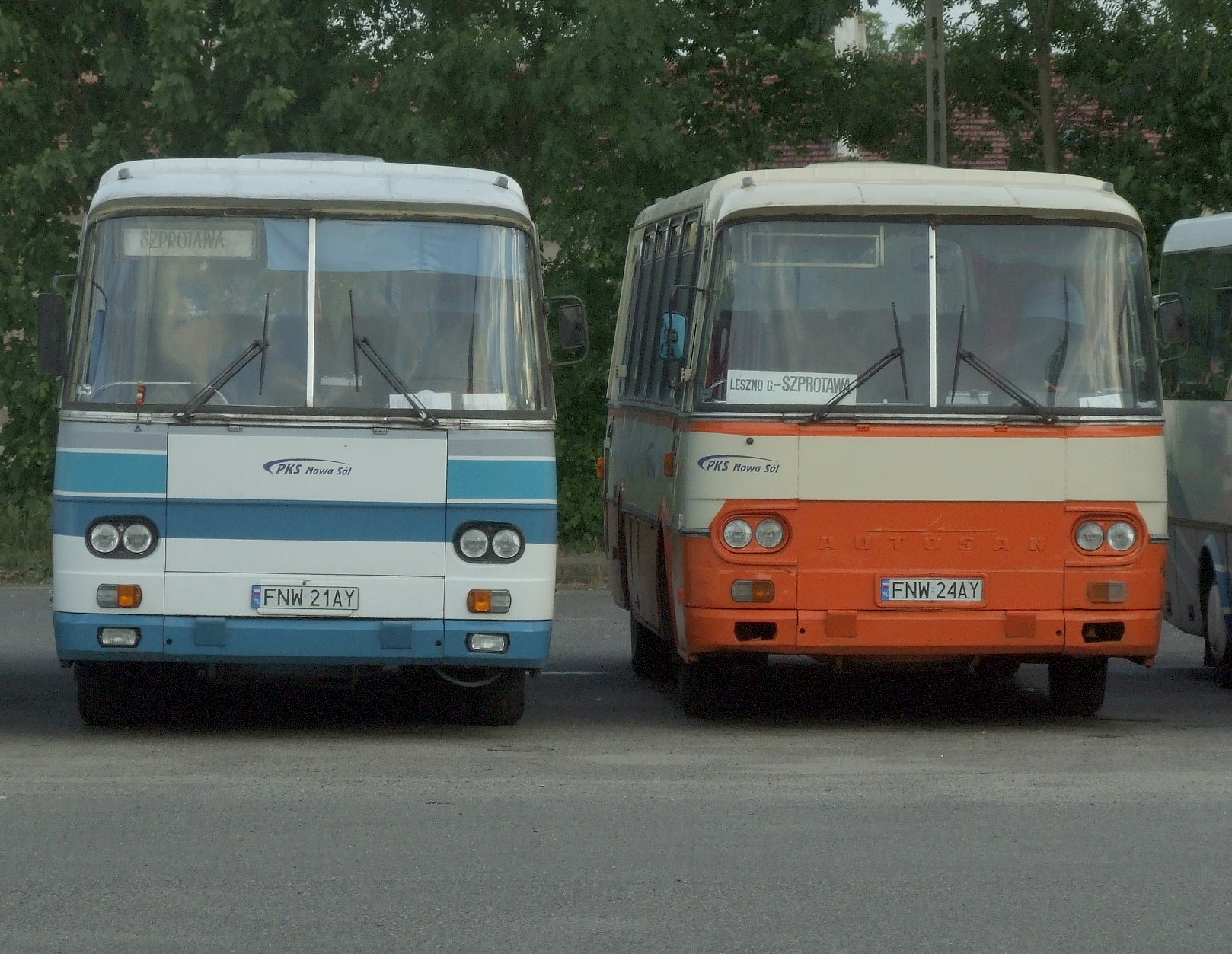
Autosan H9
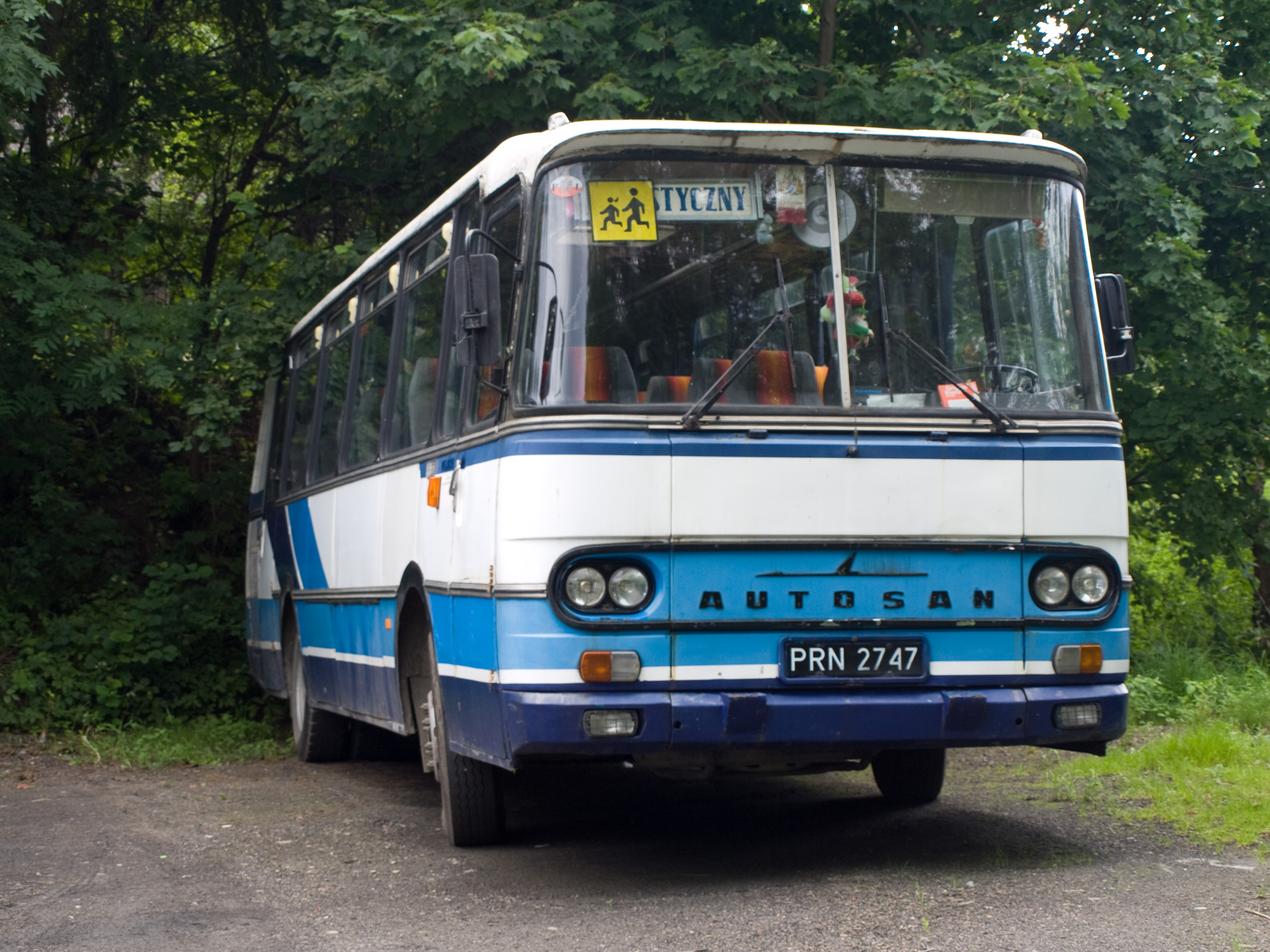
Autosan H9
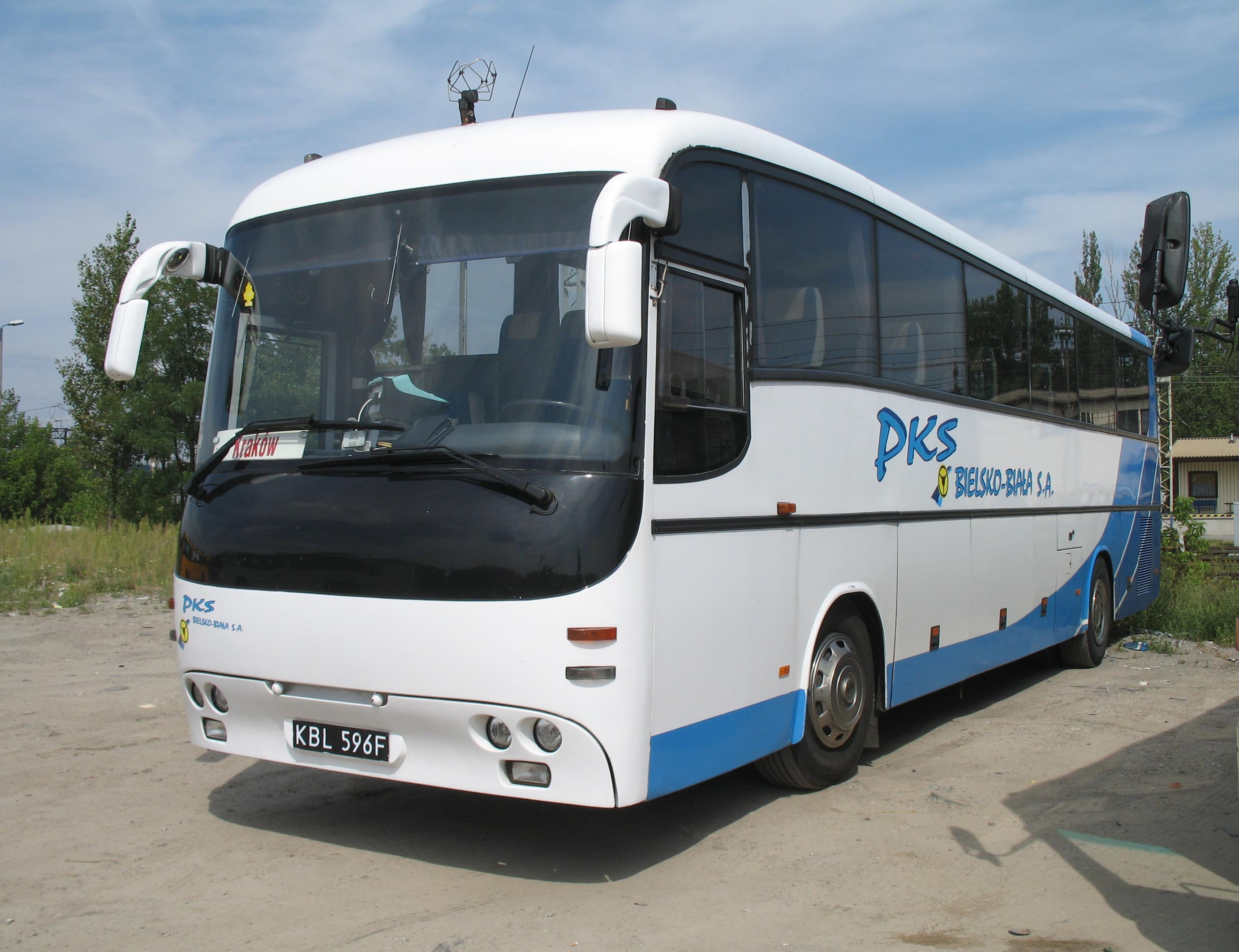
Autosan A1112T